# Byvalla–Långshyttans Järnväg

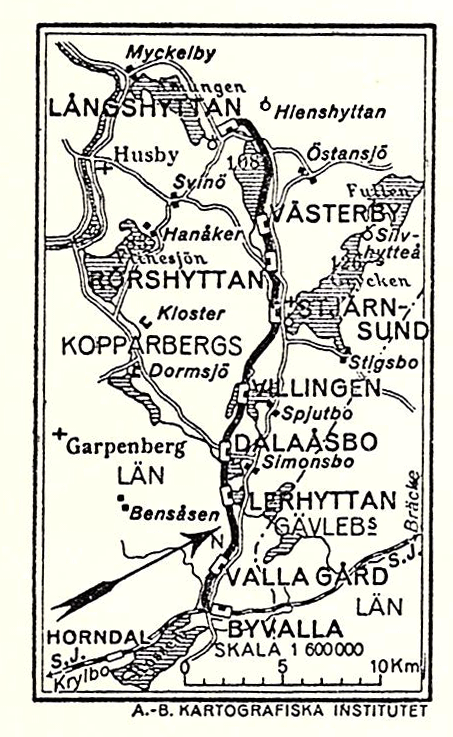
BLJ. Karta 1926.

Byvalla-Långshyttan Järnväg (BLJ) var en 27 km lång 891 millimeter smalspårig järnväg i Husby och By landskommuner i Kopparbergs län. Under åren 1891–1964 gick tågen från Byvalla vid Norra stambanan (på sträckan idag kallad Godsstråket genom Bergslagen) till slutstationen i bruksorten Långshyttan.

## Historia
Banan som var en typisk bruksbana tillkommen för brukens transportbehov byggdes av Klosters AB som också ägde de bägge bruken Stjärnsund och Långshyttan. Bruksorterna utgjorde två av banans järnvägsstationer. De andra stationerna var Byvalla med omlastning till Statens Järnvägar (SJ), Dalaåsbo, Villingen, och Västerby. Förutom stationer fanns även håll- och lastplatser längs banan.
Järnvägen var inte den första transportleden för bruken. Från mitten av 1870-talet fanns det en kombination av hästbanor, också med 891 millimeter spårvidd, kanaler, slussar och sjöleder mellan Långshyttan via Stjärnsund och norrut till Born vid Gävle–Dala Järnväg. Vagnarna fraktades på pråmar med räls för att undvika omlastning. Det första ångloket köptes 1880 för att ersätta hästarna på den längsta sträckan mellan Born och sjön Edsken.
Järnvägen började byggas i maj 1889 och i maj 1891 öppnades sträckan mellan Långshyttan och Stjärnsund för godstrafik och samma år i december öppnades hela järnvägen. Järnvägen använde den gamla hästbanan mellan Rörshyttan och Stjärnsund och anslöt till hästbanan mellan Långshyttan och Rällingsberg i Långshyttan. Det fanns först inga planer att öppna järnvägen för allmän trafik, men efter påtryckningar söktes koncession, som beviljades i mars 1893. Efter besiktning öppnade järnvägen för allmän gods- och passagerartrafik den 1 juni 1893.
Hastigheten var från början 20 kilometer i timmen. Efter att rälsen hade ersatts med tyngre räls, höjdes den till 35 kilometer i timmen 1925. Efter rälsbytet var underhållet begränsat till slipersbyte och ballasten fylldes på.

### Rällingsberg
En hästbana byggdes 1872 mellan gruvan i Rällingsberg och Långshyttan, som efter öppnandet av Byvalla-Långshyttan Järnväg trafikerades med ånglok. Hästbanan hade i sin tur ersatt transport på kanaler och över sjöarna Rällingen och Tyllingen. Efter att Ågruvan började bearbetas 1903, förlängdes järnvägsspåret från Rällingsberg till denna gruva.. Efter nedläggningen av gruvorna upphörde trafiken 1935 och spåret revs på 1950-talet.

## Fordon

### Lok

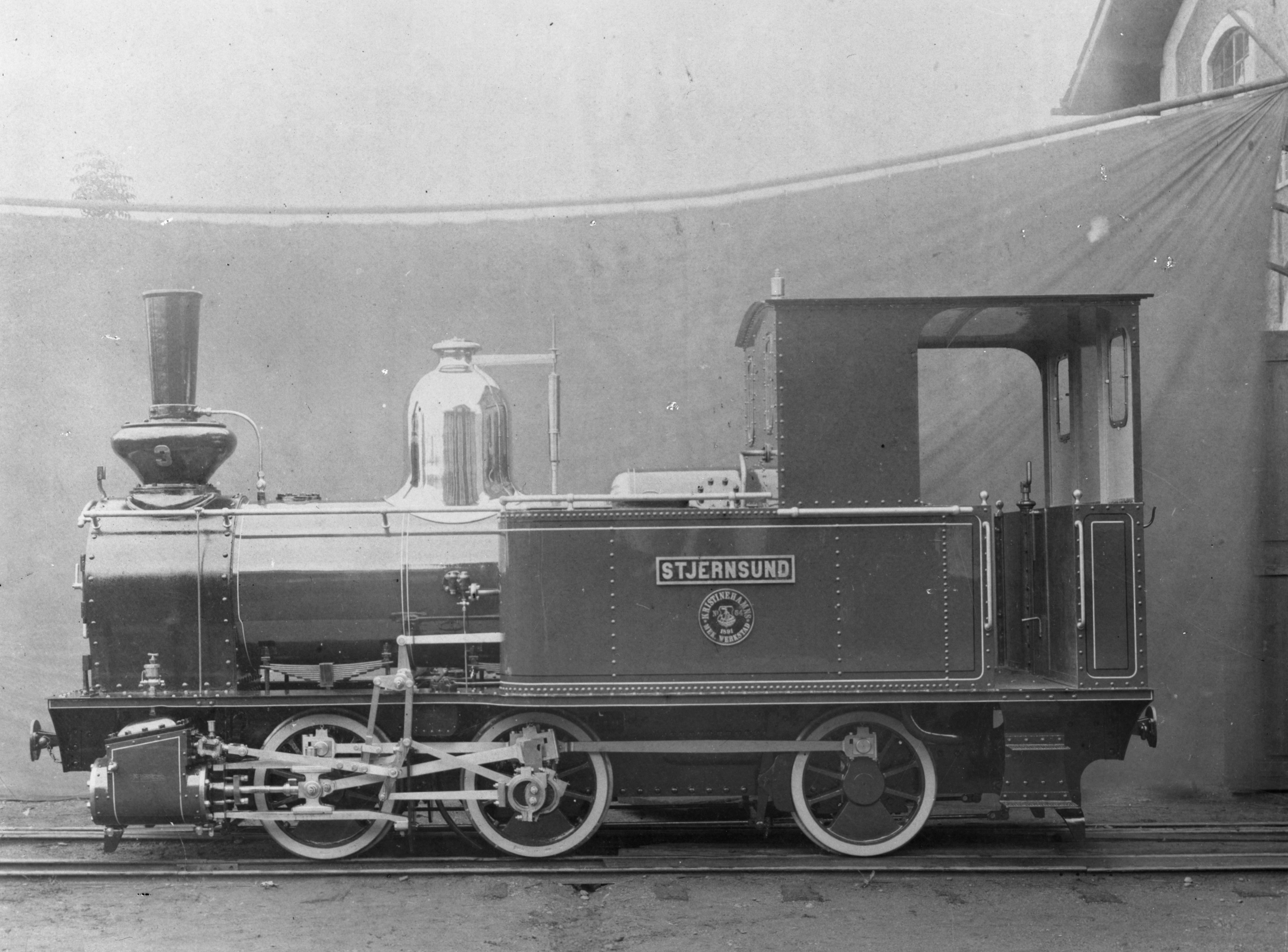
Leveransfotografi av BLJ 3 "Stjernsund".

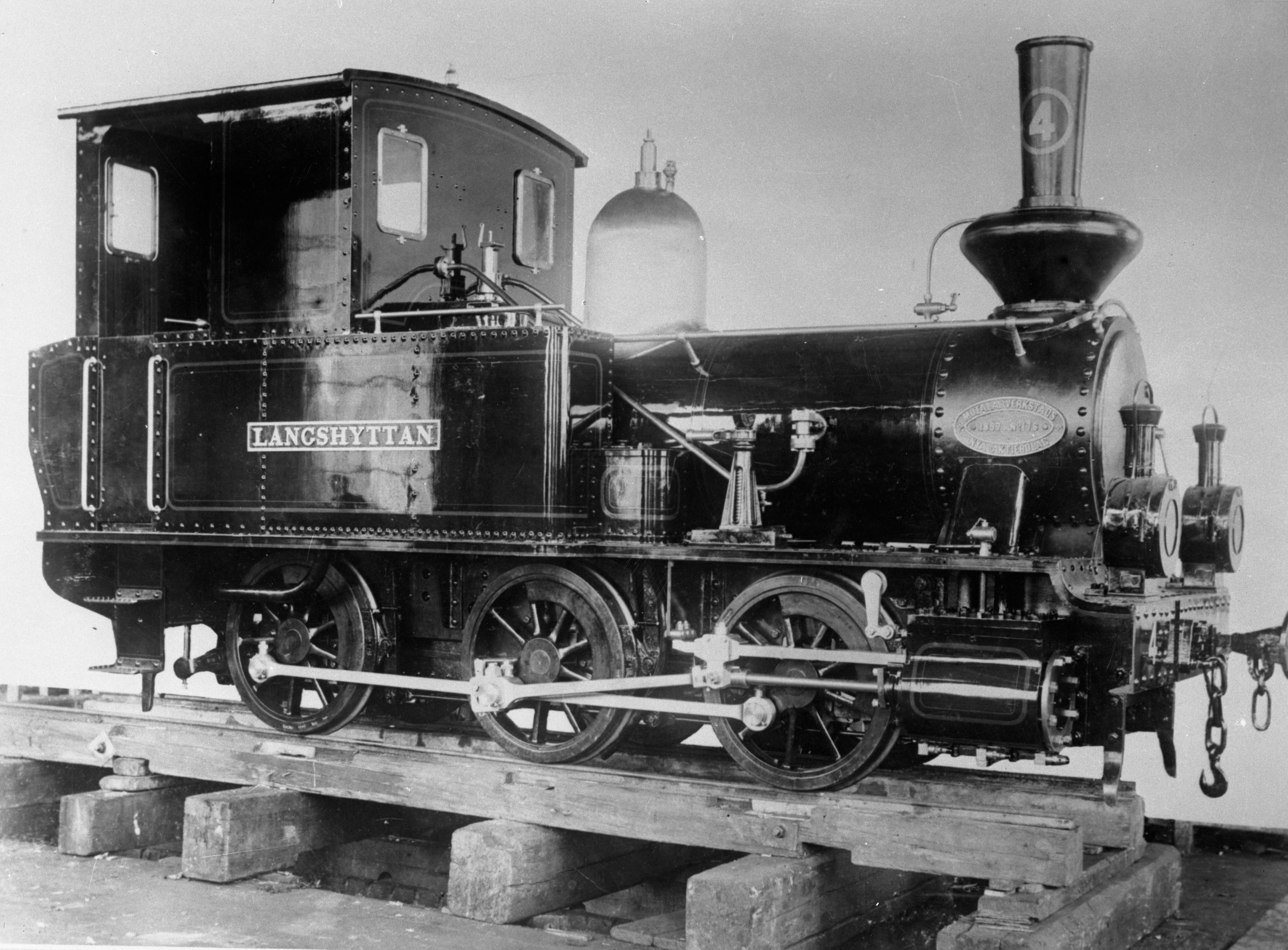
Leveransfotografi av BLJ 4 "Långshyttan".

Det första loket fanns redan hos bolaget innan järnvägen byggdes. Det var ett tanklok tillverkat av Kristinehamns Mekaniska Werkstad 1880 och köptes för att ersatte hästarna på hästbanan mellan Born och sjön Edsken. Det flyttades 1890 till Byvalla–Långshyttans Järnväg och avställdes 1916. Nästa tanklok 2 Kloster kom 1890 från Nydqvist & Holm AB och gick på hästbanan tills Byvalla–Långshyttans Järnväg öppnade för godstrafik. Loket var i drift till 1957 och finns kvar i ett museum. Ytterligare ett tanklok köptes 1891 från Kristinehamns Mekaniska Werkstad och det togs ur drift 1937.
Det dröjde till 1897 innan nästa lok nummer 4 Långshyttan köptes från Motala Verkstad. Loket var i drift till 1971 på slutet i bruksområdet. Loket såldes till museijärnväg Upsala–Lenna Jernväg 1972. Vagn & Maskinfabriken i Falun tillverkade nästa lok nummer 5 Thor 1909 och det var i drift till 1964. Efter att ha varit uppställd i Långshyttan köptes även detta lok 1974 av Upsala–Lenna Jernväg. Nästa lok BLJ 6 kom från Motala Verkstad 1915. Efter nedläggningen såldes loket 1965 till museijärnvägen Anten–Gräfsnäs Järnväg. De två sista loken drog normalt alla tåg i fortsättningen och de äldre loken blev växellok vid bruken. Det fanns 1916 fem lok i drift och bolaget köpte därefter inga nytillverkade ånglok.
Lok BLJ 7 tillverkat av Motala Verkstad 1888 köptes som skrot 1936 från Mellersta Östergötlands Järnväg men det reparerades. BLJ 7 slutade att användas 1947 och skrotades 1950. Lok BLJ 8 tillverkat av Motala Verkstad 1901 för Ulricehamns Järnväg köptes från Västra Centralbanan 1937. BLJ 8 köptes av museijärnväg Jädraås–Tallås Järnväg 1972 efter att växlingen upphörde på bruksområdet i Långshyttan. Lok BLJ 9 tillverkat av Motala Verkstad för Mariestad–Kinnekulle Järnväg 1898 köptes från Västergötland–Göteborgs Järnvägar 1941. Det såldes till 1968 Jädraås–Tallås Järnväg. Ett lok BLJ 10 tillverkat för Mellersta Östergötlands Järnväg av Nydqvist & Holm AB 1906 erhölls 1945 genom en bytesaffär med en lokomotor. Loket skrotades 1957. Det sista ångloket var tillverkat år 1900 för Dannemora–Hargs Järnväg av Helsingborgs Mekaniska Verkstad köptes 1948 och skrotades 1956.
Det innebär att sex av de elva ånglok som trafikerade Byvalla–Långshyttans Järnväg finns bevarade vid olika museijärnvägar.
Två lokomotorer med förbränningsmotorer köptes 1929 och 1935 från AB Slipmaterial i Västervik. Ett bytes mot ett ånglok 1945 och det andra såldes 1972 till Upsala–Lenna Jernväg. Det finns numera hos Tjustbygdens Järnvägsförening.

### Godsvagnar
Järnvägen var till för godstransporter av råvaror som malm, kalk, träkol och olja, halvfärdiga produkter som tackjärn samt färdiga valsade produkter. Transporterna gick mellan gruvorna och bruken längs banan men mycket kom och gick också via omlastning med SJ i Byvall. Det fanns 168 godsvagnarna 1893 de flesta från hästbanan och dessa ansågs inte uppfylla kraven för en bana med allmän trafik. De ersattes med nyanskaffade vagnar och 1894 var fanns det 23 vagnar. Det fanns 153 godsvagnar 1955. Många av vagnarna tillverkades av Klosters aktiebolag.

### Personvagnar
Inför trafikstarten med allmän persontrafik köptes en personvagn från Atlas. Det fanns också en gammal personvagn från hästbanan. Ytterligare två personvagnar byggdes vid egen verkstad 1902 och 1908. Från ASJ i Linköping köptes 1917 en personvagn som finns bevarad vid Jädraås–Tallås Järnväg. En begagnad personvagn som tillverkades av Vabis i Södertälje 1897 köptes från Mellersta Östergötlands Järnväg 1948. Den finns nu vid museijärnvägen Wadstena–Fogelsta Järnväg.

## Nedläggning
Trafiken upphörde den 31 juli 1964 men det fanns en del godstrafik fram till i november 1964. Banan var riven 1966.

## Galleri

### Historiska bilder

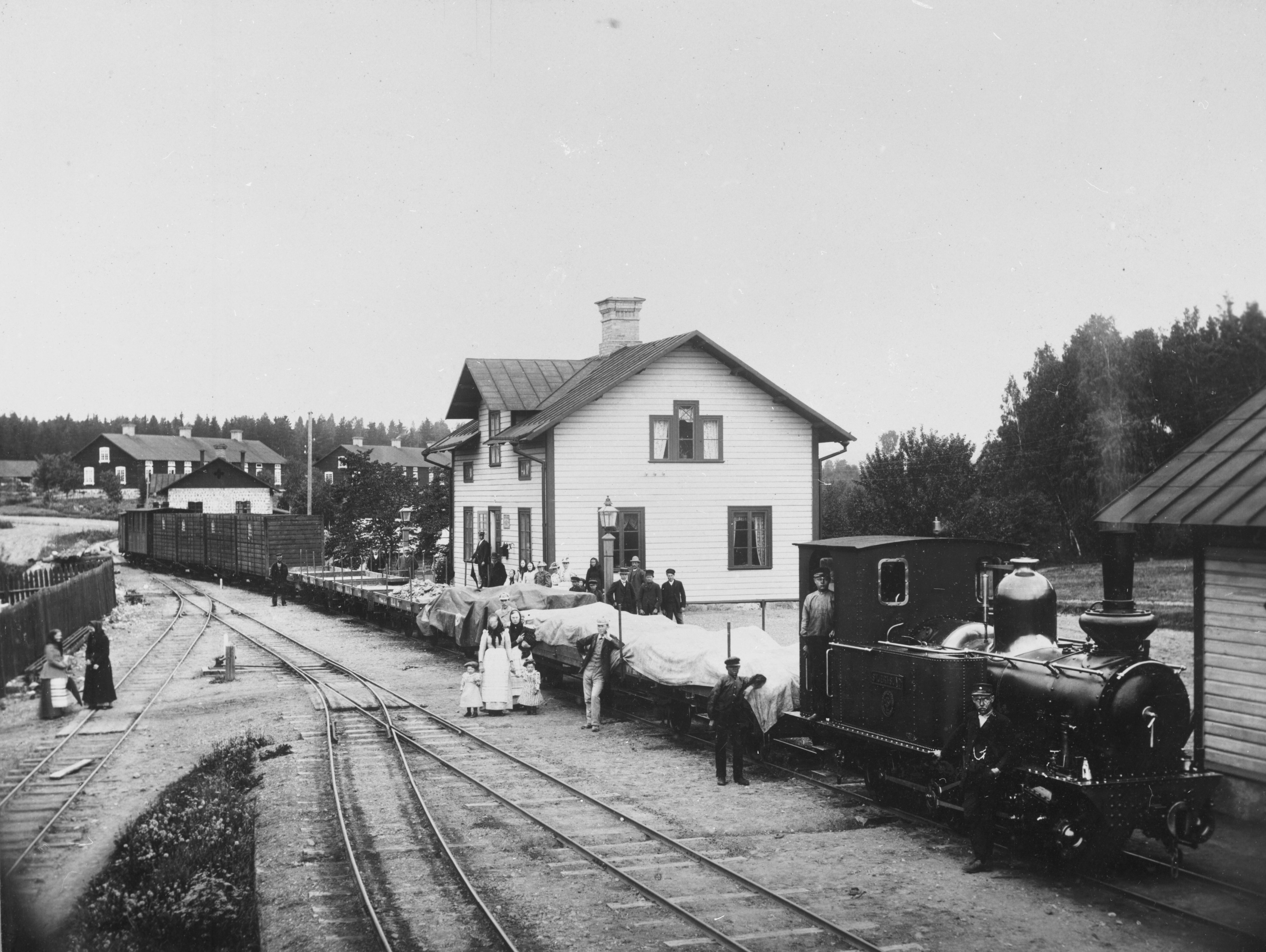
Långshyttans station 1893
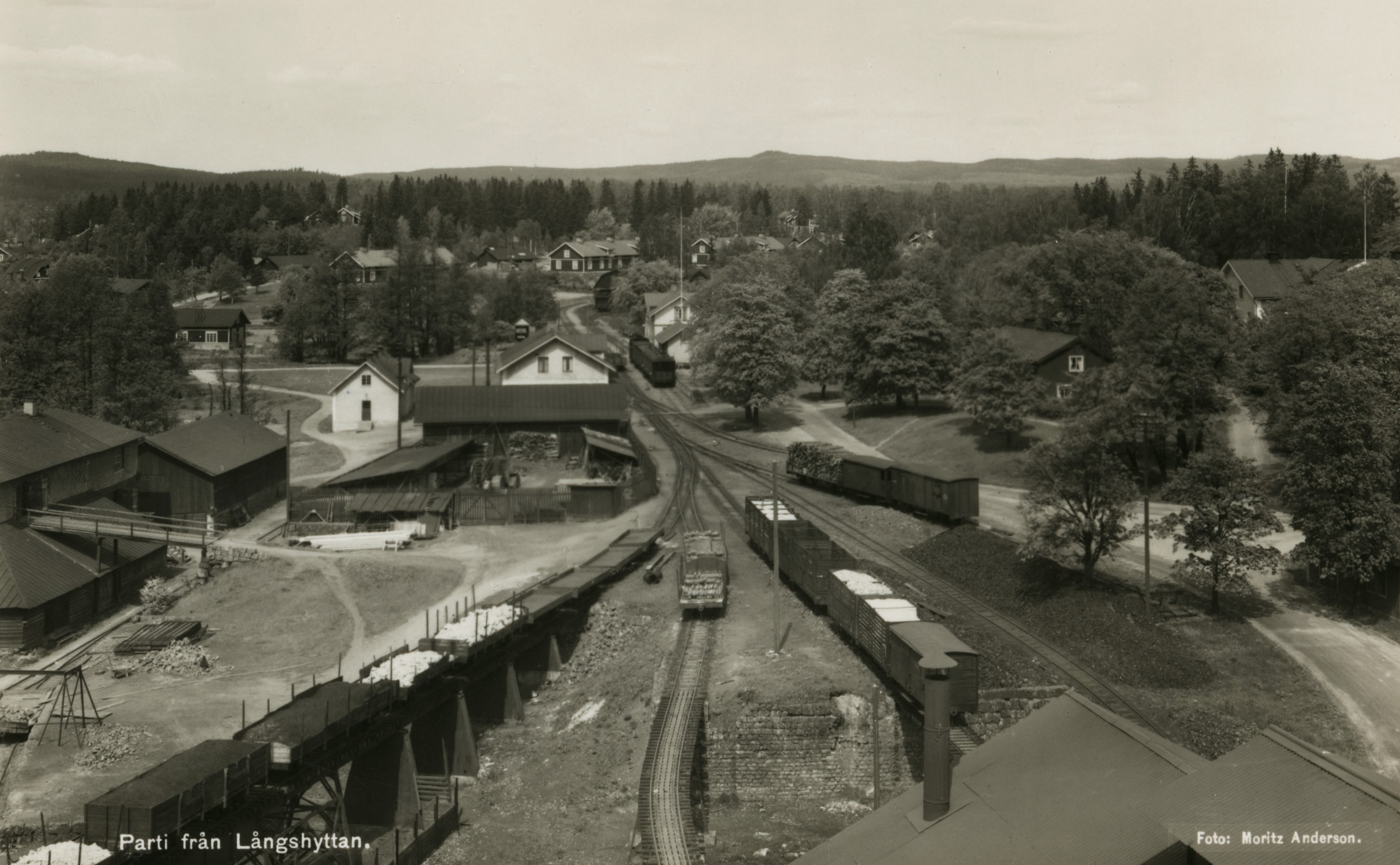
Bangården i Långshyttan, 1940-tal
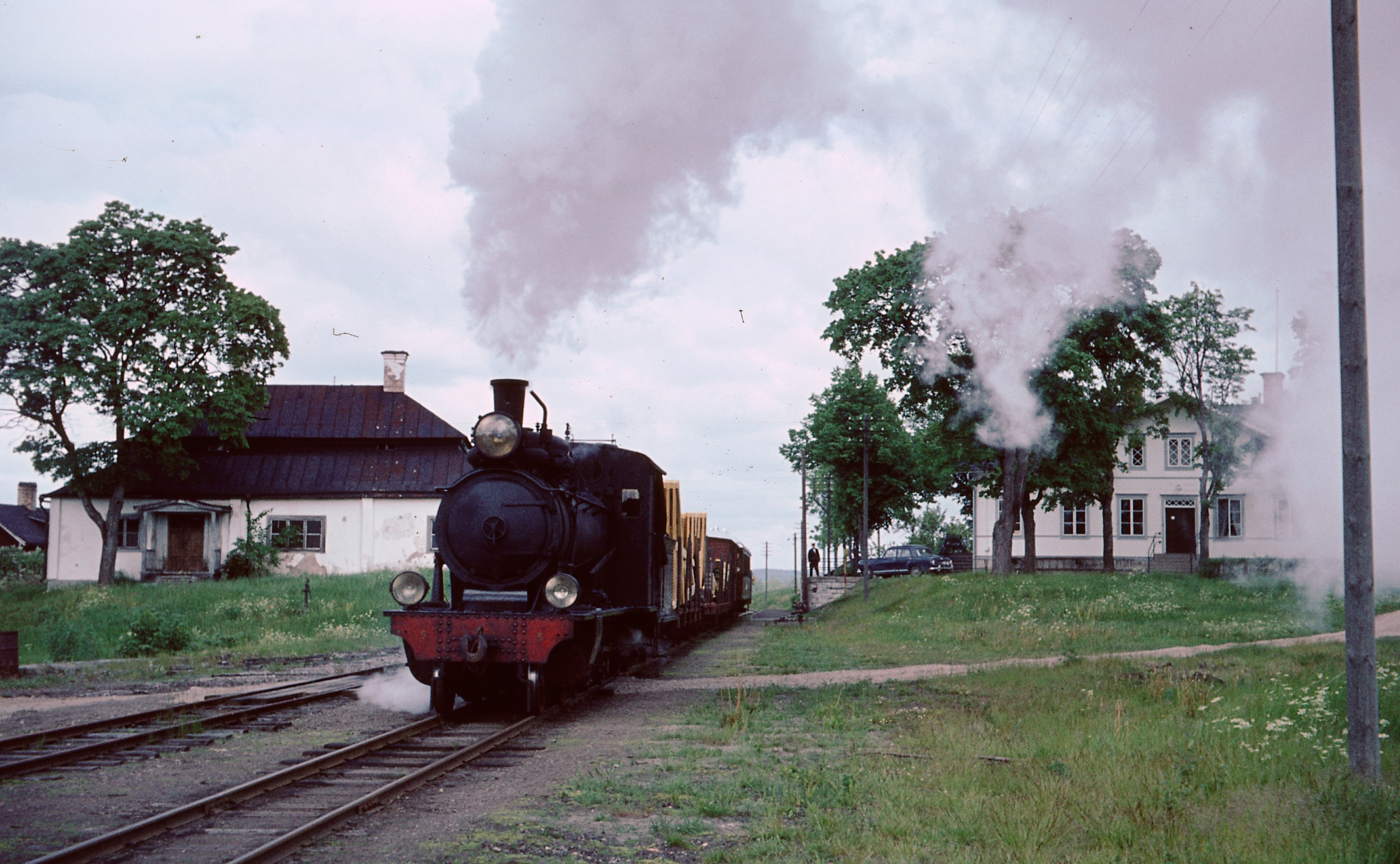
BLJ 5 med tåg vid Stjärnsunds station, 1965
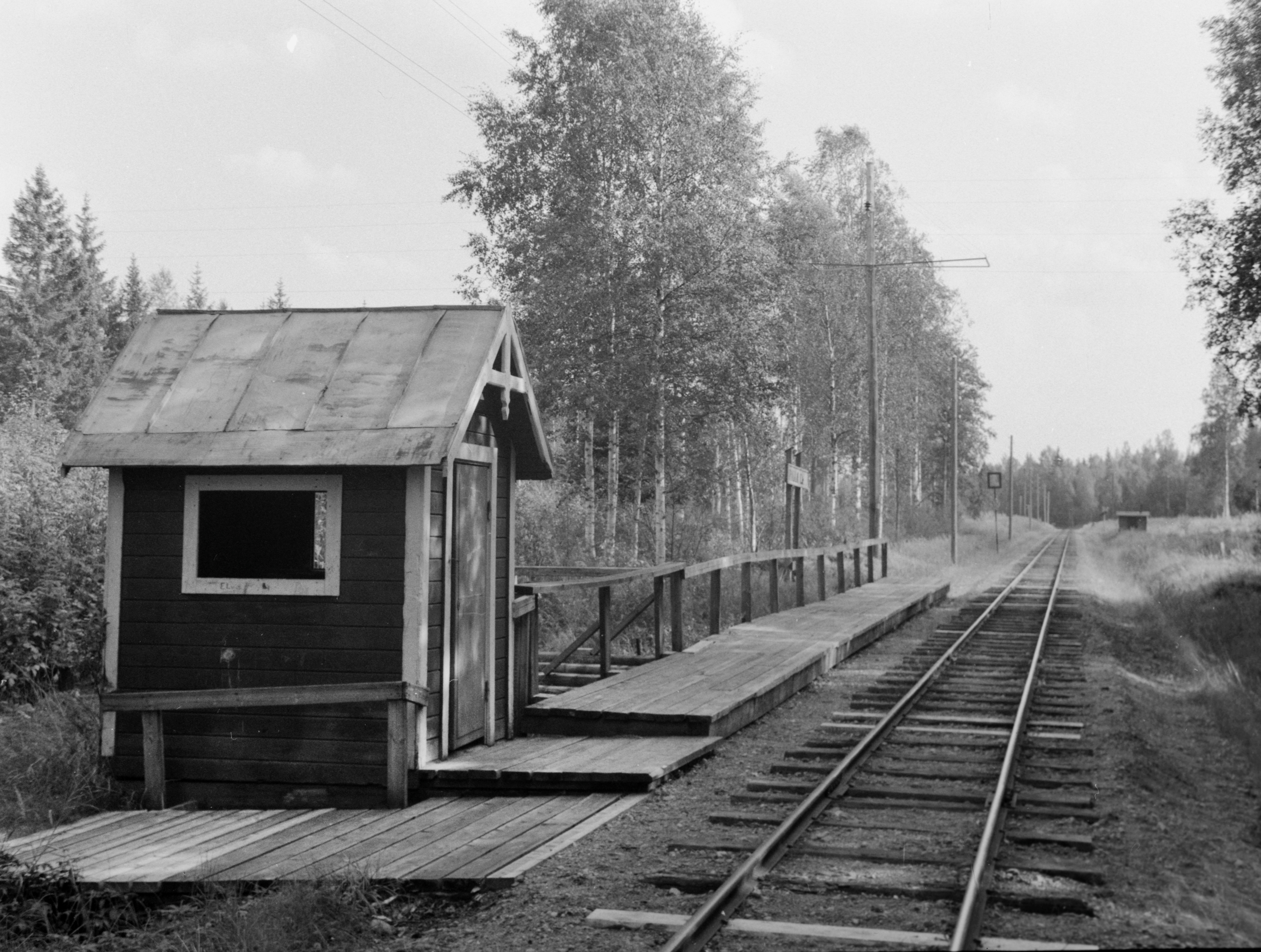
Valla gårds hållplats 1958
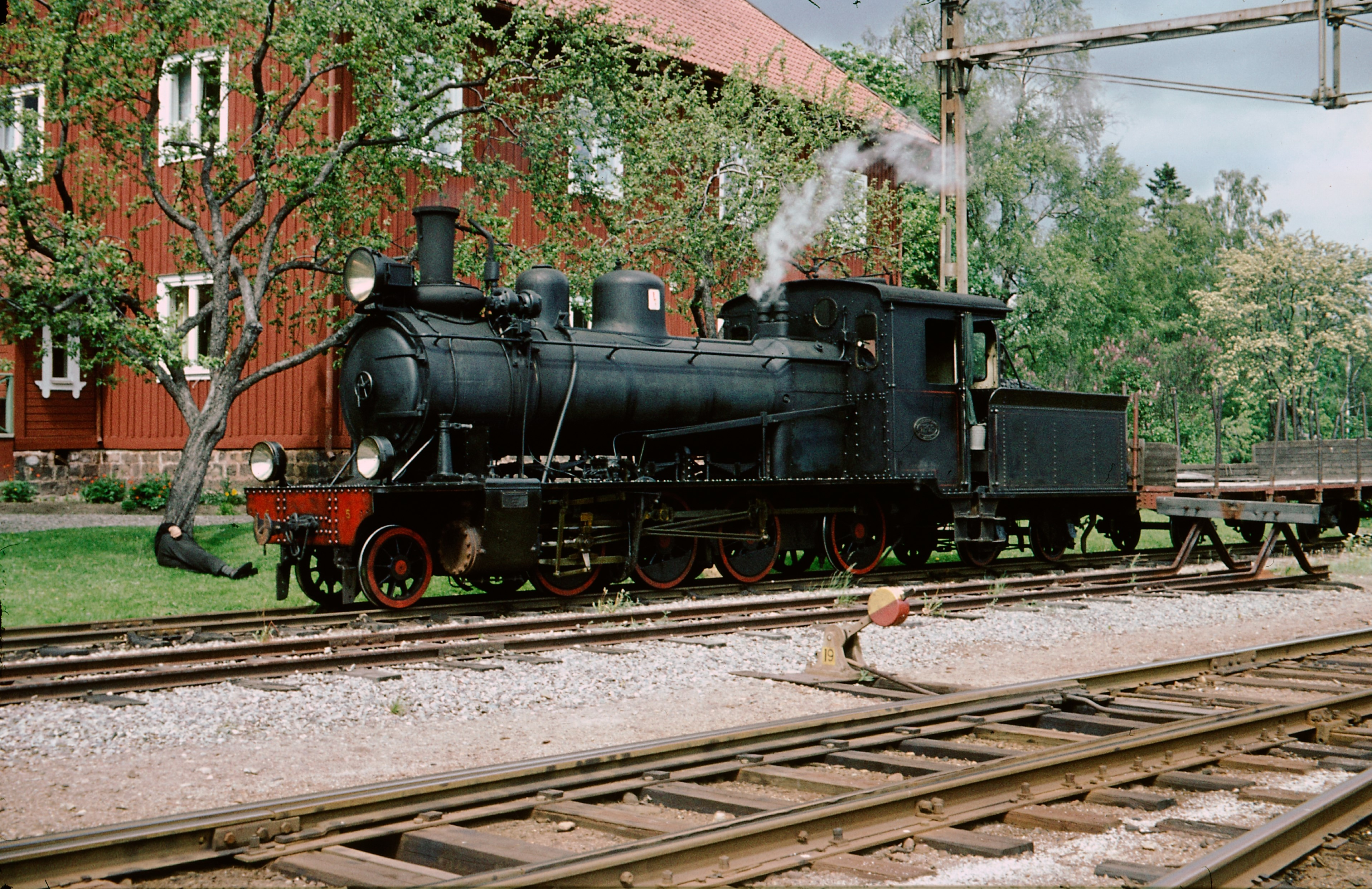
BLJ 5 Thor i Byvalla 1965.

### Moderna bilder

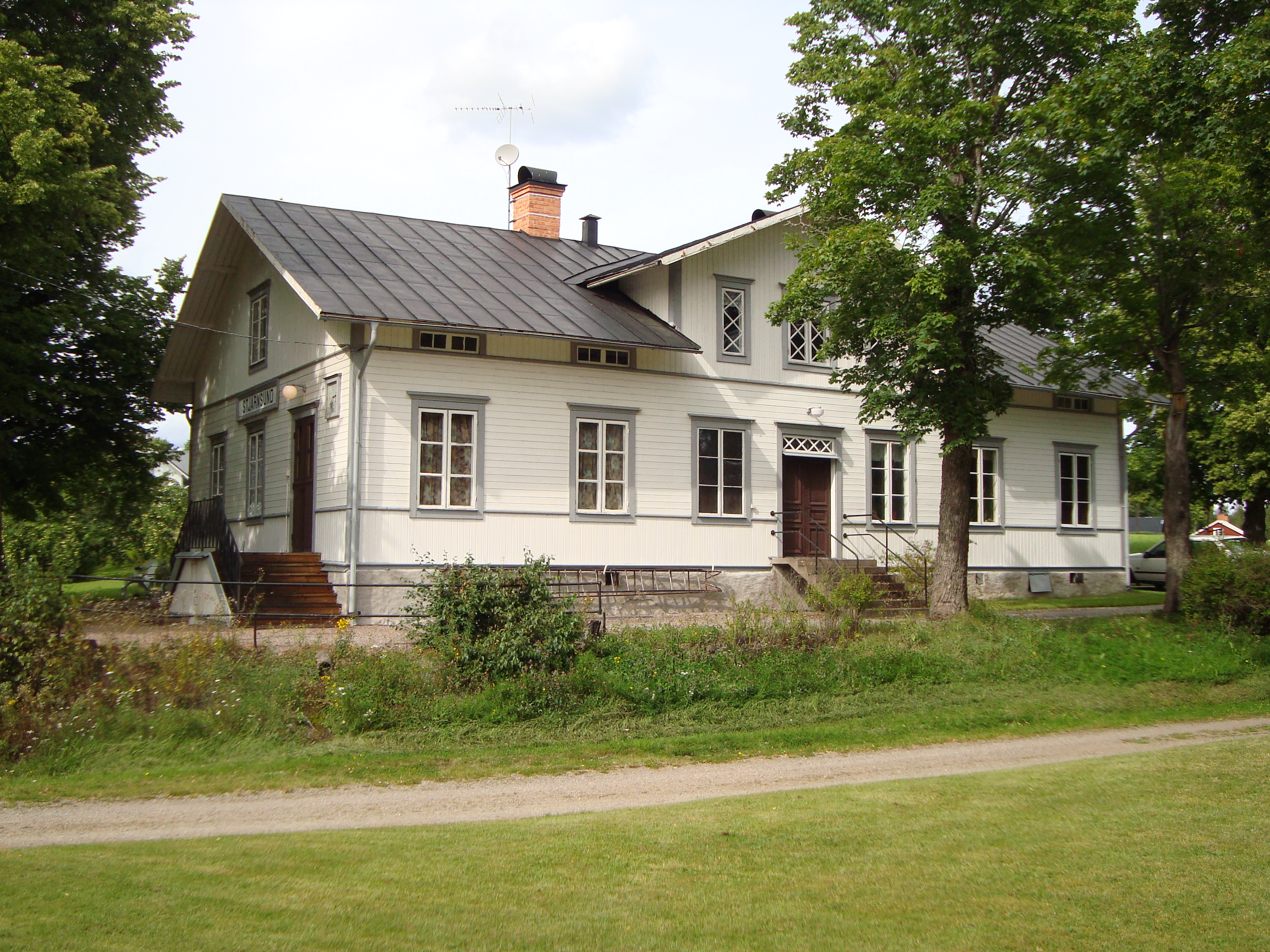
Stationshuset i Stjärnsund
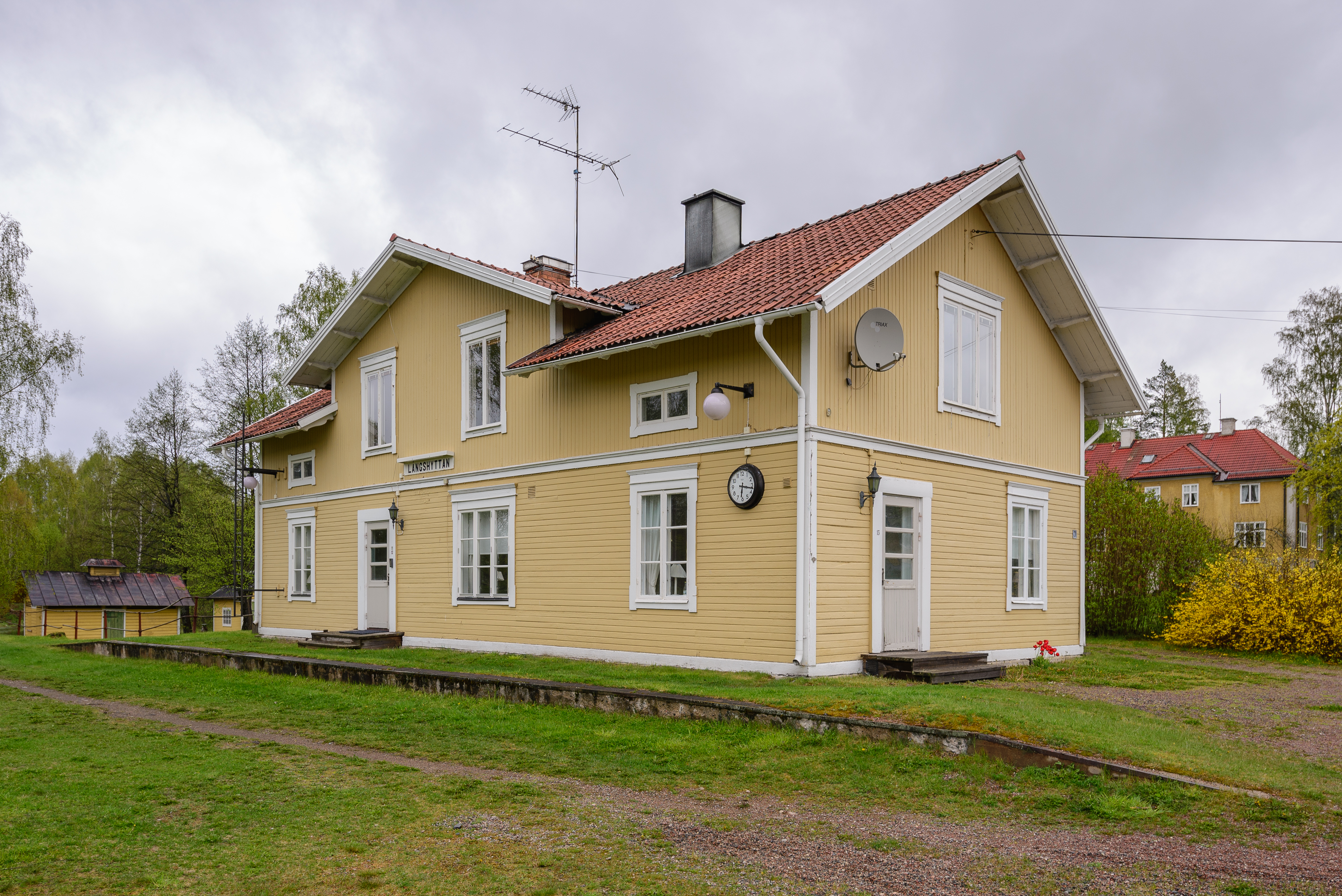
Stationshuset i Långshyttan
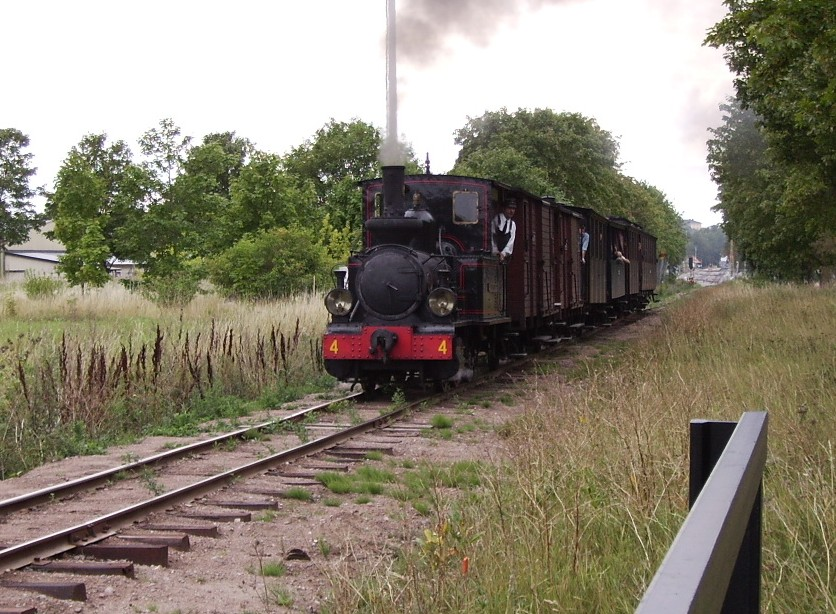
BLJ 4 Långshyttan, här i trafik på museijärnvägen Lennakatten utanför Uppsala
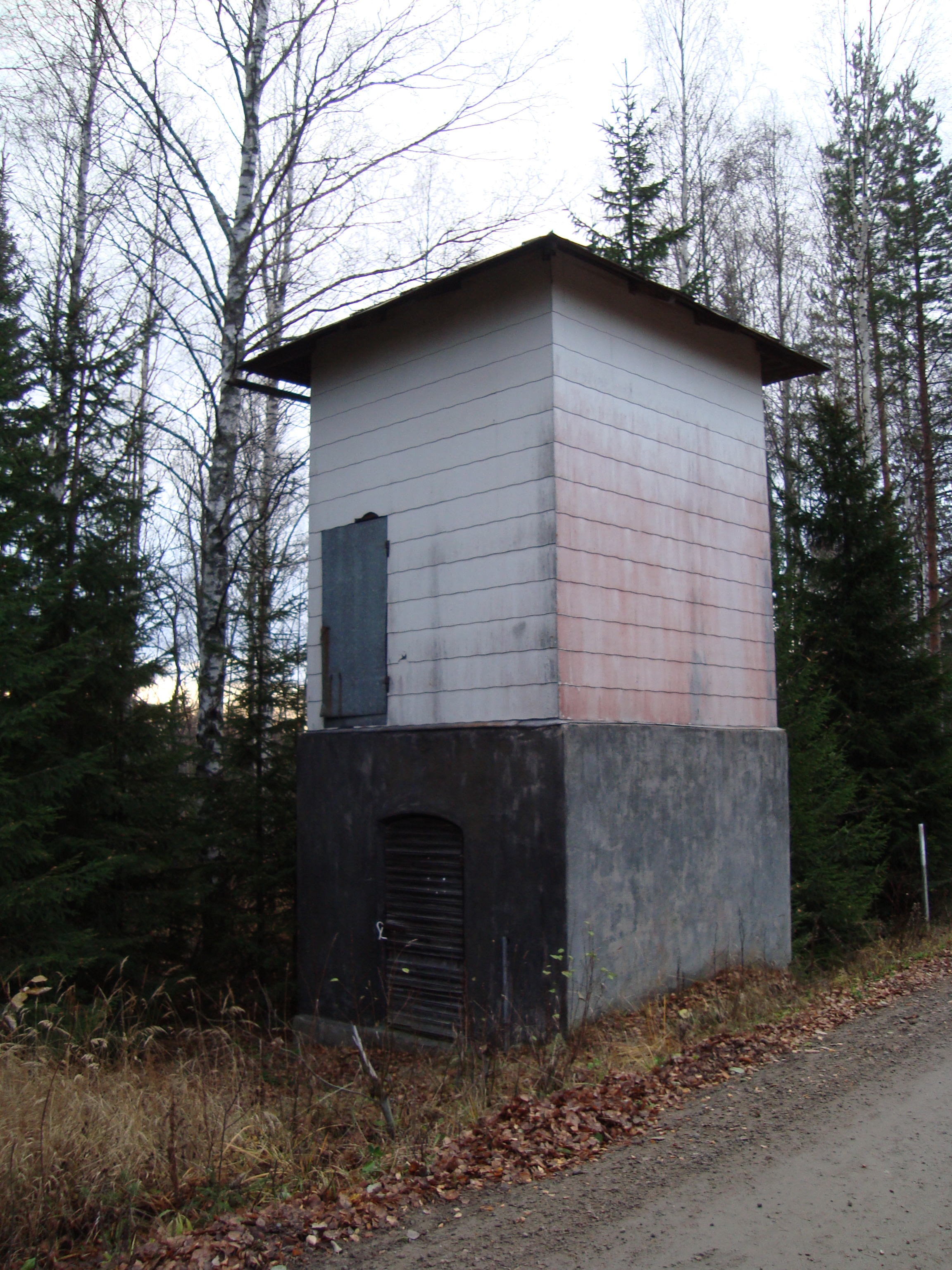
Vattentorn i Byvalla
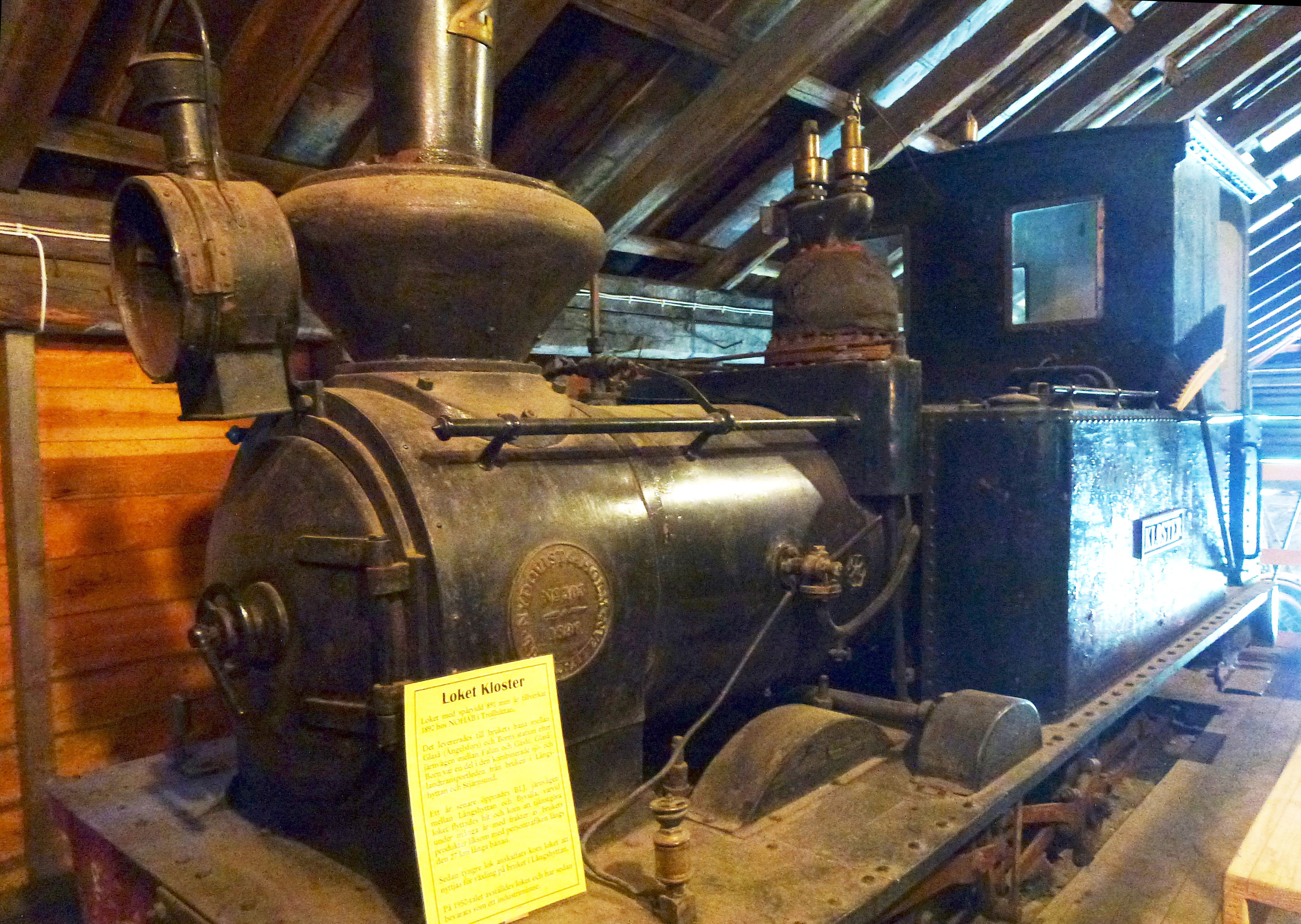
BLJ 2 Kloster utställd i Långshyttans mulltimmerhytta